# Rotten (serie televisiva)
Rotten (en castellano, "Podrido") es un programa de televisión estadounidense producido por Zero Point Zero. Se centra en los problemas relacionados al proceso de suministro de alimentos y a sus impactos ambientales y sociales. La primera temporada del programa fue lanzada en Netflix en enero de 2018, y la segunda temporada en octubre de 2019. Cada episodio aborda un producto agrícola o alimenticio y muestra entrevistas con fabricantes, distribuidores y otras personas involucradas en el proceso. La serie utiliza diferentes perspectivas para abordar cada uno de los episodios, concentrándose en aspectos productivos, sociales y legales de la producción agrícola. 

## Episodios

### Temporada 1
| N.º | Título original           | Título (castellano)         | Dirigido por           | Fecha de lanzamiento |
| --- | ------------------------- | --------------------------- | ---------------------- | -------------------- |
| 1   | "Lawyers, Guns and Honey" | "Abogados, Pistolas y Miel" | Lucy Kennedy, Bill Ker | 5 de enero de 2018   |
| 2   | "The Peanut Problem"      | "El problema del maní"      | Ted Gesing, Bill Ker   | 5 de enero de 2018   |
| 3   | "Garlic Breath"           | "Aliento a ajo"             | David Mettler          | 5 de enero de 2018   |
| 4   | "Big Bird"                | "Gran pájaro"               | Ted Gesing             | 5 de enero de 2018   |
| 5   | "Milk Money"              | "Dinero de la leche"        | Lucy Kennedy           | 5 de enero de 2018   |
| 6   | "Cod is Dead"             | "El bacalao está muerto"    | David Mettler          | 5 de enero de 2018   |

### Temporada 2
| N.º | Título original    | Título (castellano)      | Dirigido por    | Fecha de lanzamiento |
| --- | ------------------ | ------------------------ | --------------- | -------------------- |
| 1   | "The Avocado War"  | "La guerra del aguacate" | Tomas Troncoso  | 4 de octubre de 2019 |
| 2   | "Reign of Terroir" | "Reino del terruño"      | Abigail Harper  | 4 de octubre de 2019 |
| 3   | "Troubled Water"   | "Agua problemática"      | Daniel Ruetenik | 4 de octubre de 2019 |
| 4   | "A Sweet Deal"     | "Un dulce negocio"       | Lucy Kennedy    | 4 de octubre de 2019 |
| 5   | "Bitter Chocolate" | "Chocolate Amargo"       | Abigail Harper  | 4 de octubre de 2019 |
| 6   | "High on Edibles"  | "Drogado en comestibles" | Daniel Ruetenik | 4 de octubre de 2019 |

## Recepción
La reacción a la serie ha sido relativamente positiva, con una calificación del 80% en Rotten Tomatoes. Es alabado por su cinematografía de alta calidad y sus narrativas convincentes centradas en el ser humano. Ha recibido críticas por centrarse en problemas particulares en lugar de proporcionar una explicación para problemas más amplios de la industria, o dar al espectador respuestas sobre qué marcas y productos no se ven afectados por los problemas que presenta la serie.